# IV. třída okresu Znojmo
IV. třída okresu Znojmo tvoří společně s ostatními skupinami čtvrté třídy nejnižší (desátou nejvyšší) fotbalovou soutěž v České republice. Je řízena Okresním fotbalovým svazem Znojmo. Hraje se každý rok od léta do jara se zimní přestávkou. Hraje se ve třech skupinách (označených A, B a C), v ročníku 2017/18 startuje 32 týmů (10 ve skupině A a po 11 ve skupinách B a C) z okresu Znojmo. Ve skupině hraje každý s každým jednou na domácím hřišti a jednou na hřišti soupeře. Vítěz každé ze skupin postupuje do III. třídy okresu Znojmo.

## Vítězové

### IV. třída okresu Znojmo skupina A
| Ročník    | Vítězný tým                 |
| --------- | --------------------------- |
| 2003/2004 | A.S.A. ES Únanov „B“        |
| 2004/2005 | TJ Sokol Dobšice „B“        |
| 2005/2006 | TJ Družstevník Starý Petřín |
| 2006/2007 | Fotbal Jevišovice „B“       |
| 2007/2008 | Sokol Bantice               |
| 2008/2009 | TJ Pavlice „B“              |
| 2009/2010 | A.S.A. ES Únanov „B“        |
| 2010/2011 | TJ Těšetice                 |
| 2011/2012 | TJ Družstevník Starý Petřín |
| 2012/2013 | SK Tatran Šatov „B“         |
| 2013/2014 | SK Bayern Křepice           |
| 2014/2015 | A.S.A. ES Únanov „B“        |
| 2015/2016 | A.S.A. ES Únanov „B“        |
| 2016/2017 | SK Tatran Šatov „B“         |
| 2017/2018 | FK Znojmo „C“               |
| 2018/2019 |                             |

### IV. třída okresu Znojmo skupina B
| Ročník    | Vítězný tým                    |
| --------- | ------------------------------ |
| 2003/2004 | TJ Slávie Damnice              |
| 2004/2005 | TJ Sokol Troskotovice          |
| 2005/2006 | TJ Višňové „B“                 |
| 2006/2007 | SK Vedrovice „B“               |
| 2007/2008 | TJ Sokol Trstěnice             |
| 2008/2009 | TJ Start Vlasatice             |
| 2009/2010 | TJ Prosiměřice                 |
| 2010/2011 | TJ Sokol Troskotovice          |
| 2011/2012 | TJ Družstevník Hostěradice „B“ |
| 2012/2013 | TJ Petrovice                   |
| 2013/2014 | TJ Jamolice                    |
| 2014/2015 | FK Práče „B“                   |
| 2015/2016 | FC Moravský Krumlov „C“        |
| 2016/2017 | FC Miroslav „C“                |
| 2017/2018 | TJ Loděnice                    |
| 2018/2019 |                                |

### IV. třída okresu Znojmo skupina C
| Ročník    | Vítězný tým              |
| --------- | ------------------------ |
| 2003/2004 | Inter Winter Havraníky   |
| 2004/2005 | FK Hatě                  |
| 2005/2006 | TJ Sokol Hrabětice       |
| 2006/2007 | SK Ajax Dyjákovice       |
| 2007/2008 | TJ Sokol Litobratřice    |
| 2008/2009 | TJ Polánka               |
| 2009/2010 | SK Ajax Dyjákovice       |
| 2010/2011 | TJ Krhovice              |
| 2011/2012 | FC Inter Havraníky       |
| 2012/2013 | SK Sokol Jaroslavice „B“ |
| 2013/2014 | TJ Družstevník Jiřice    |
| 2014/2015 | SK Ajax Dyjákovice       |
| 2015/2016 | TJ Sokol Dyje            |
| 2016/2017 | TJ Slavia Damnice        |
| 2017/2018 | TJ Sokol Šanov           |
| 2018/2019 |                          |

### IV. třída okresu Znojmo skupina D
| Ročník    | Vítězný tým            |
| --------- | ---------------------- |
| 2004/05   | Soutěž se nehrála.     |
| 2005/06   | Soutěž se nehrála.     |
| 2006/07   | Soutěž se nehrála.     |
| 2007/08   | Soutěž se nehrála.     |
| 2008/2009 | SK Tatran Šatov „B“    |
| 2009/10   | Soutěž se nehrála.     |
| 2010/11   | Soutěž se nehrála.     |
| 2011/12   | Soutěž se nehrála.     |
| 2012/13   | Soutěž se nehrála.     |
| 2013/2014 | TJ Sokol Přímětice „B“ |
| 2014/15   | Soutěž se nehrála.     |
| 2015/16   | Soutěž se nehrála.     |
| 2016/17   | Soutěž se nehrála.     |
| 2017/18   | Soutěž se nehrála.     |
| 2018/19   |                        |